# Rodrigo de Bastidas
Rodrigo Galván de Bastidas (1460, Triana, Sevilla, Španělsko – 28. června 1527, Santiago de Cuba, Kuba) byl španělský mořeplavec, objevitel severozápadního pobřeží Jižní Ameriky. Byl prvním, kdo spatřil horský masív pokrytý sněhem, který dnes nese název Sierra Nevada de Santa Marta.

## Objevitelské cesty
Rodrigo de Bastidas roku 1501 za účasti navigátora Juana de la Cosy objevil pobřeží dnešní Kolumbie a Venezuely od poloostrova La Guajira do Darienského zálivu včetně řeky Magdaleny. Proplul úsek asi 1000 km, čímž dovršil objevení karibského pobřeží Nového kontinentu. V roce 1515 založil na pobřeží jím objeveném kolonii, ale v roce 1519 se kolonisté vzbouřili. Bastidas se účastnil další kolonizace, ale v roce 1526 byl v bojích těžce raněn a na následky bodných ran na Kubě zemřel.